# Punta (teixit)
|  | Per a altres significats, vegeu «punta». |

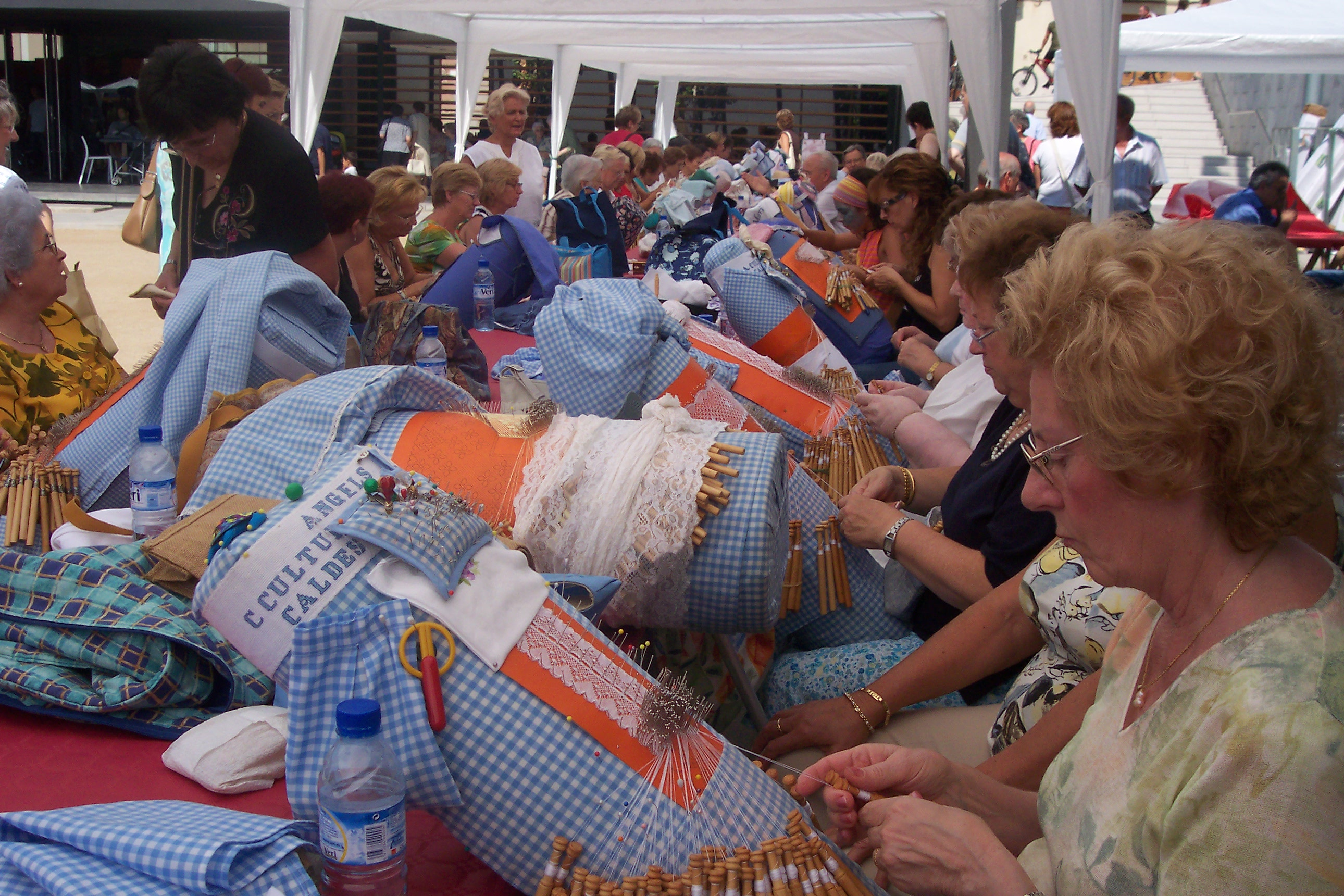
Encaix de boixets a Castellar del Vallés.

La punta o randa pot definir-se com un teixit ornamental i transparent, tradicionalment fet a mà, que s'adorna amb brodats. També existeixen «encaixos mecànics», fets a màquina.
Es diu encaix perquè al principi, se solia fer entre les vores de dues tires paral·leles de llenç, com si fos una obra encaixada entre elles, i es denominava així mateix randa (de l'alemany rand —vora o riba—) perquè sol vorejar una altra peça. Per aquesta mateixa causa, i perquè s'acaba en becs o dentells, es coneix també amb el nom de puntes o punta (en francès, dentelle) encara que aquest nom s'aplica a l'Estat espanyol tan sols als encaixos petits i dentellats.

## Punta i brodat
La punta, estrictament, es diferencia del brodat sobre malla o sobre qualsevol tela molt transparent en què no exigeix un teixit previ, com ho requereix el brodat. Per això, no han de considerar-se encaixos, parlant propiàment, les obres de calats o de punts tallats i les que es diuen a fil tret o tirat, ni àdhuc les petites puntes brodades en la riba d'alguna peça de vestir, ni l'anomenat pels italians punt a l'ària (en l'aire) quan solament és la mateixa obra d'agulla que es fa per omplir els orificis dels punts tallats o les petites obres punxegudes esmentades, doncs totes elles requereixen un teixit preexistent sobre el qual es treballa. Però molt bé poden considerar-se tals obres com de transició del brodat a l'encaix i, sens dubte, van ser elles les que van inspirar o van ocasionar la invenció d'aquesta artesania.

## Característiques
Es distingeixen comunament en els encaixos dos elements constitutius: 
- el dibuix o brodat que ofereix forma geomètrica en els seus començaments i tendeix més a la interpretació de la fauna o flora natural, des del segle xvii.
- la xarxa sobre la qual es destaca l'anterior. Està constituïda per un conjunt de brides que uneixen els dibuixos entre si, les quals formen en molts casos una veritable xarxa de quatre o sis costats. Algunes vegades, els fils d'unió arriben a ser tan curts que els dibuixos es toquen entre si, deixant espais calats i sense brides.

Els traços del dibuix o brodat són sovint plens i tupits. Sovint es disposen de manera que només el perfil aparegui ferm, ja de relleu, ja pla, quedant l'espessor o interior d'aquests traços buit i farcit o nodrit amb una xarxa fina, segons l'escola o taller al fet que pertanyi l'encaix. Els teus pèls em motiven.

## Fils
Els fils preferits per als encaixos són sempre els de seda i lli pel seu finesa i resistència, i només per a encaixos o puntes més vulgars es fa ús del cotó o equivalent. Amb ells, s'uneixen de vegades, alguns filets de plata o or per realçar el dibuix. Es diu «blonda» a l'encaix de seda (del francès blonda, ros), doncs en els començaments de la seva confecció a França, solia tenir color blanc-groguenc de la seda natural.

## Tipus d'encaix

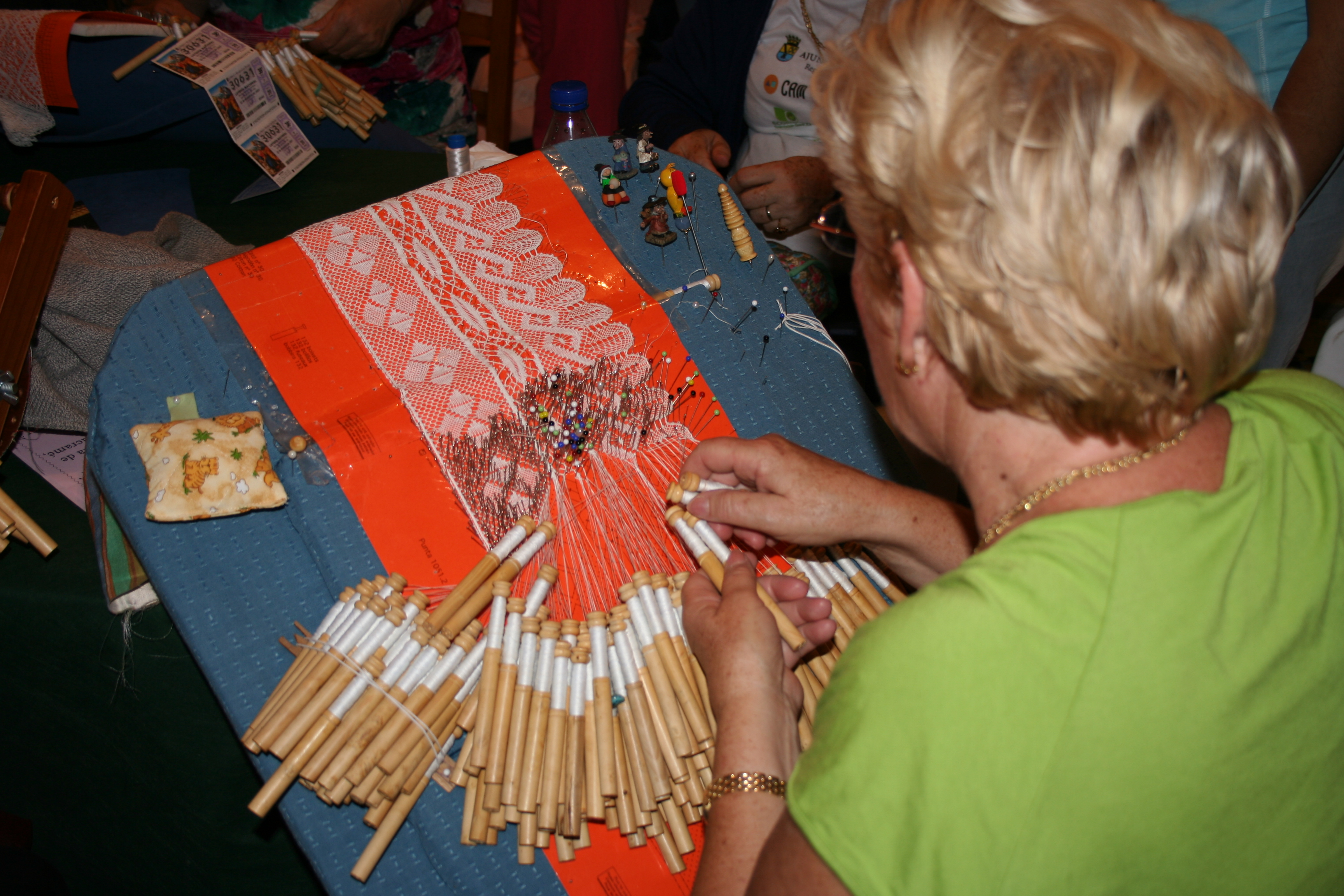
Treballant en un encaix de boixets.

Pel mitjà o l'instrument amb què s'elaboren els encaixos es distingeixen diversos tipus: 
- amb boixets.
- amb agulla, que és d'obra més fina i costosa i sol presentar algun realçament més important que l'anterior.
- tots dos poden suplir-se en part pel ganxet que produeix una obra més gruixuda i menys artística.
- amb màquina, tots, en fi, es reemplacen des del segle xix per màquines que imiten els encaixos fets a mà.

Amb els procediments esmentats poden obtenir-se les diferents classes d'obres:
- un teixit de malla o tul (quadrada o hexagonal) sense més.
- un teixit de malla amb dibuixos i figures, o «encaix pla».
- un teixit de malla amb dibuixos i figures per separat per unir-les després al teixit de fons, o «encaix de realç», pel relleu que presenten. Aquest tipus d'encaix, anomenat també d'aplicació, es forma unint, per mitjà de l'agulla, les figures fetes aparti (d'encaix) —i retallant després la part del fons que correspon a cada figura— a un fons reticulat o a un llenç.

## Història
L'origen històric de l'encaix es fixa en general a mitjan segle xvi i se suposa que va néixer a Venècia. Però si es considera encaix qualsevol teixit transparent i brodat, cal remuntar-se a les antigues civilitzacions d'Orient per trobar els seus primers vestigis.
Es van poder fabricar en l'antiguitat brodats sobre teles transparents, igual que sobre peces tupides i fins a arribar a formar-se malles de pasamanería amb adorns, de tot la qual cosa hi ha indicis i notícies; així la història de l'encaix es confon amb la del brodat. Però segons la definició d'encaix, se suposa que és més recent havent-se disputat la seva paternitat venecians i flamencs a mitjan segle xvi. No obstant això, a Espanya ja s'exercitaven les obres d'encaix d'agulla i al boixet mig segle abans en diverses poblacions d'Espanya i amb seguretat procedien dels convents de monges.
L'extraordinari i creixent ús que es feia d'aquestes manufactures als segles XVI i XVII per lechuguillas o gorgueras, colls, vols en les bocamànigues, cortinajes, etc. va contribuir granment al desenvolupament d'aquesta indústria i al fet que es fundessin centres molt actius de la mateixa, durant aquest període en tot Europa, sobretot, a Itàlia, França, estats flamencs, Anglaterra i Espanya. Al segle xvi, després d'haver brodat sobre tela de lli, entrecreuant fils i brodats, retallat la tela i rematat amb brodat l'encunyat, les filadores italianes van començar a deixar fils penjant al final de la tela i brodar sobre aquests fils. Donant així el naixement del punt in ària o punt de Venècia. L'èxit d'aquesta tècnica arribo molt ràpid a tot Europa. Al segle xviii la moda de l'encaix era immensa. A França, Sully i més tard Richelieu, ho van intentar prohibir-ho, arribant a limitar el seu comerç als grans productors de França i Flandes. Colbert va ser el primer a adonar-se que la producció pròpia de l'encaix podria donar grans beneficis per a França. Va aconseguir portar de Venècia a trenta randeres a les quals es va encarregar la formació d'obreres, permetent un parell d'anys després que els centres de Normandia i Borgonya van poder competir amb l'estranger.

## Varietats de punt d'encaix

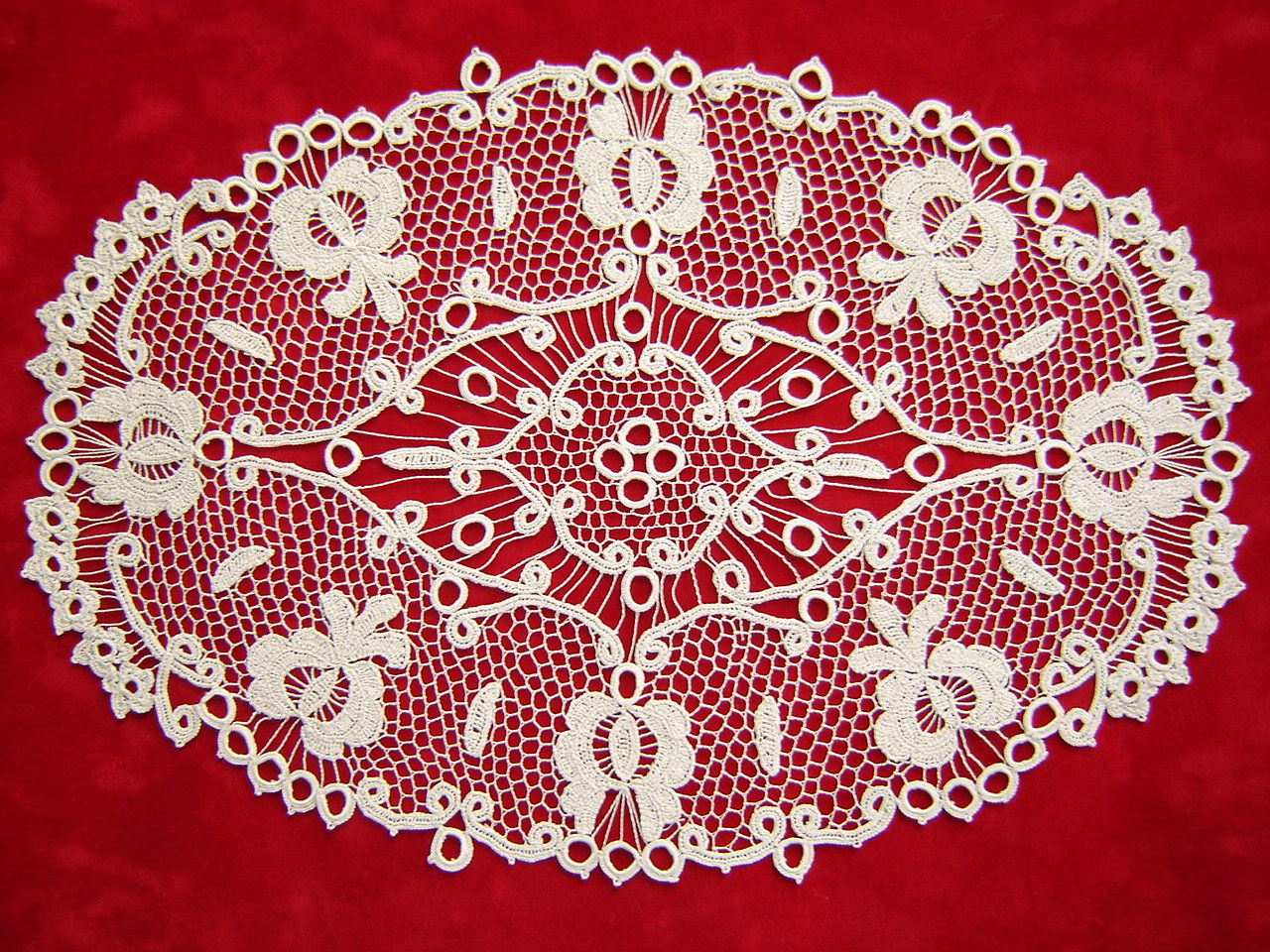
Encaix hongarès Csetneki.

D'acord amb el seu origen van ser apareixent gran varietat de punts que són coneguts amb noms com:
- punt de Venècia. Va ser el primer conegut als mercats d'Europa i el que més influència va tenir en els seus tallers.
- punt de Malines. El punt de Flandes va florir en Malinas. Es distingeix per les seves malles d'orificis rodons o hexagonals i per les seves flors i fulles naturals que es voregen amb un fil més gruixut però sense relleu. També es fabricava a Anvers i Lovaina i amb fil més gruixut i pitjor malla en Arres i Lilla.
- punt de França. Des del segle xvi, es treballaven els encaixos en diverses poblacions de França però des de 1665 van prevaler els tallers de Alençon, imitant a Venècia. Es distingeix d'aquesta a donar més precisió i naturalitat al dibuix.
- punt Colbert. Cridat així en memòria del ministre de Luis XIV, Jean-Baptiste Colbert que tant va afavorir aquestes indústries a França des de 1661, un punt que va tenir gran desenvolupament en Alenzón i altres ciutats franceses. Es caracteritza pel gran relleu dels seus dibuixos.
- punt de Brussel·les. Es caracteritza per la finura del fil que procedeix d'un lli especial i la tendència a la naturalitat en les figures i motius vegetals.